# Сан Педро (Тексас)
Сан Педро (енгл. San Pedro) насељено је место без административног статуса у америчкој савезној држави Тексас.

## Демографија
По попису из 2010. године број становника је 530, што је 138 (-20,7%) становника мање него 2000. године.
| Група             | 2000.       | 2010.       |
| Белци             | 23 (3,4%)   | 7 (1,3%)    |
| Афроамериканци    | 1 (0,1%)    | 2 (0,4%)    |
| Азијати           | 0 (0,0%)    | 1 (0,2%)    |
| Хиспаноамериканци | 645 (96,6%) | 520 (98,1%) |
| Укупно            | 668         | 530         |